# Heloísa Prieto
Heloisa Braz de Oliveira Prieto (São Paulo, 26 de agosto de 1954) é uma escritora, pesquisadora cultural e tradutora brasileira, com mestrado em Comunicação e Semiótica e doutorado em Teoria da Literatura.
Sua obra publicada — mais de 70 livros entre contos e romances — abrange contos de fadas, fantasia, ficção e o relato de mitos e lendas indígenas. É mais conhecida como escritora de ficção para crianças e jovens adultos.

## Carreira
Heloisa iniciou a carreira de escritora quando era ainda professora de jardim da infância na Escola da Vila, em São Paulo.
Sua série Mano, em coautoria com o jornalista Gilberto Dimenstein, inspirou o filme As melhores coisas do mundo, dirigido por Laís Bodanzky, que ganhou o prêmio de Melhor Filme para Crianças e Jovens em 2011, o Festival Internacional de Cinema para Crianças e Jovens Adultos (FICI), em Madrid, Espanha.
Além de sua obra, também pesquisa mitos e lendas antigas e modernas, organiza e faz a curadoria de coleções de interesse transcultural, e cria e organiza oficinas de escrita criativa para crianças, adolescentes e adultos. É mentora de jovens escritores e coloca especial ênfase no apoio de talentos artísticos e literários dos povos indígenas.

## Premiações
Seu livro A princesa que não queria aprender a ler ganhou o prêmio de Melhor Livro infantil da União Dos Escritores Brasileiros, e Mata ganhou o de Melhor Livro de Folclore. Também foi premiada com Melhor Livro De Lendas por O livro dos pássaros mágicos e foi uma das vencedoras de Melhor Livro Para Jovens Adultos por A Cidade dos Deitados pela Fundação Nacional do Livro, que também selecionou sua Andarilhas em 2016 para o Catálogo de Bolonha de Livros para Crianças e Jovens Leitores. Seu livro Lá Vem História já vendeu mais de 300 mil cópias e se tornou uma série de TV para crianças na TV Cultura.

## Obras selecionadas
- Lá Vem História – Companhia das Letras
- Mata – Companhia das Letras
- Mil e um fantasmas – Companhia das Letras
- A princesa que não queria aprender a ler – FTD
- O livro dos pássaros mágicos – FTD
- A Cidade dos Deitados – Cosac Naify (2009)
- Série Mano – Ática
- Andarilhas – SM edições
- O Jogo dos Tesouros – Edelbra
- A Loira do Banheiro – Ática| estado=

- Lenora – Rocco
- Ian e a Música das Esferas – Rocco
- Balada – Brinquebook
- O jogo da Parlenda – Companhia das Letras
- As sete cores de Íris – Papirus
- Dragões Negros – Moderna
- As estrelas se divertem – Moderna
- Rotas Fantásticas – FTD
- Gnomos e Duendes – Companhia das Letras
- Divinas Aventuras – Companhia das Letras
- De pernas pro ar - FTD